# Neaethus fragosus
Neaethus fragosus är en insektsart som beskrevs av Van Duzee 1921. Neaethus fragosus ingår i släktet Neaethus och familjen sköldstritar. Inga underarter finns listade i Catalogue of Life.